# Roztocze
Il Roztocze (in ucraino Розточчя, Roztochia) è una regione collinare che si estende attraverso la Polonia centro-orientale e l'Ucraina occidentale.

## Geografia
Si innalza dall'altopiano di Lublino e prosegue in direzione sud-est attraverso la foresta di Solska e, oltrepassato il confine, giunge fino alla Podolia ucraina. Basse e ondulate, le colline del Roztocze si estendono all'incirca per 180 km di lunghezza e 14 di larghezza. Raggiungono la maggiore altitudine in Polonia con il Wielki Dział (390 m) e in Ucraina con il Vysokyi Zamok (409 m), su cui sorge il Castello Alto di Leopoli. In Polonia il Roztocze è situato nei voivodati di Lublino e della Precarpazia, mentre la parte ucraina si estende fino alla periferia di Leopoli. Nel 2011 l'UNESCO ha istituito nella regione la riserva della biosfera di Roztochia, mentre nella parte polacca si trova il parco nazionale di Roztocze.

## Insediamenti umani
Tra le numerose città e paesi del Roztocze ricordiamo Biłgoraj, Hrubieszów, Janów Lubelski, Józefów, Krasnobród, Kraśnik, Lubaczów, Narol, Nemyriv, Szczebrzeszyn, Tomaszów Lubelski, Javoriv, Zamość, Žovkva, and Zwierzyniec.

## Galleria d'immagini

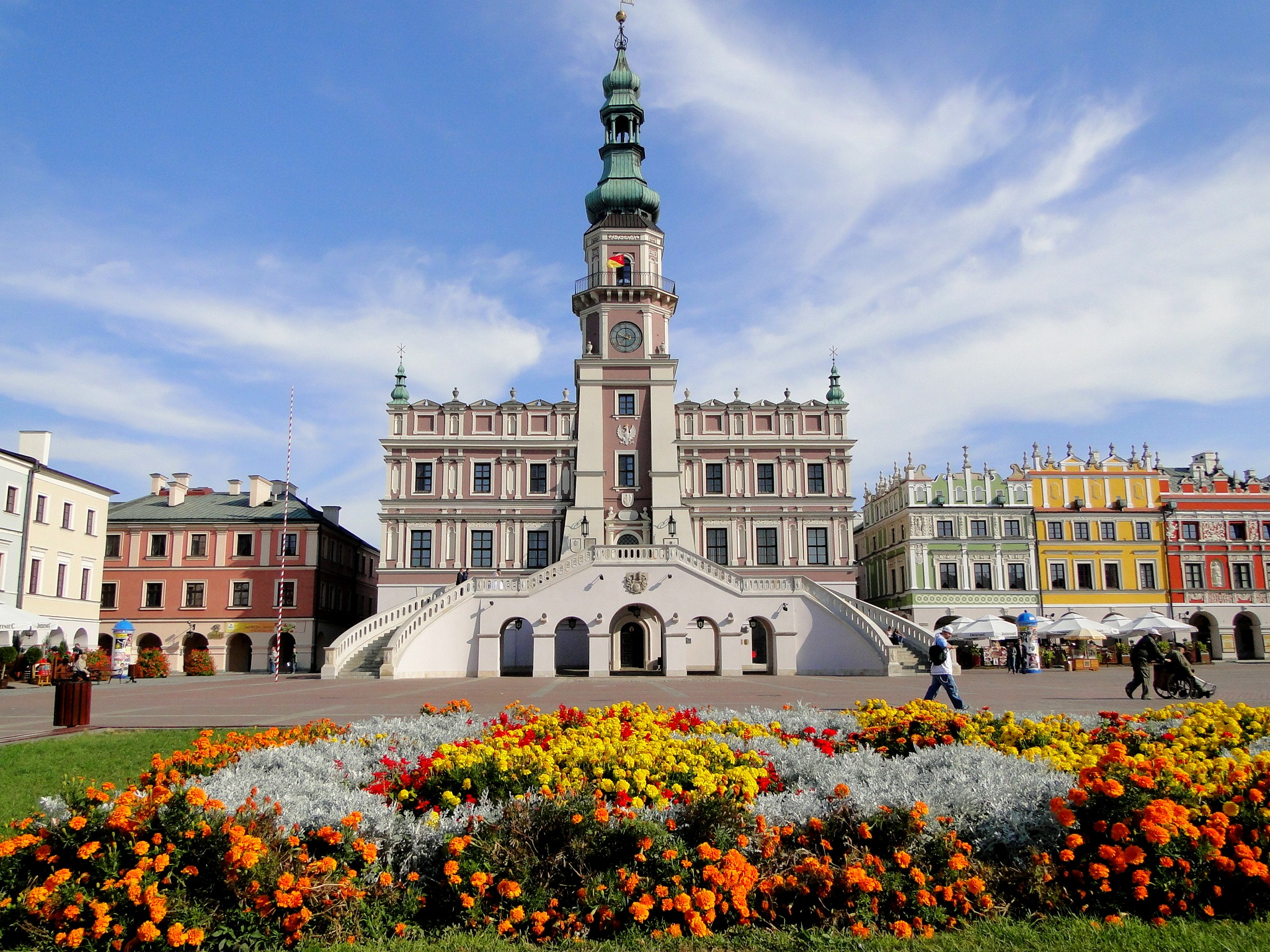
Il municipio di Zamość (Polonia)
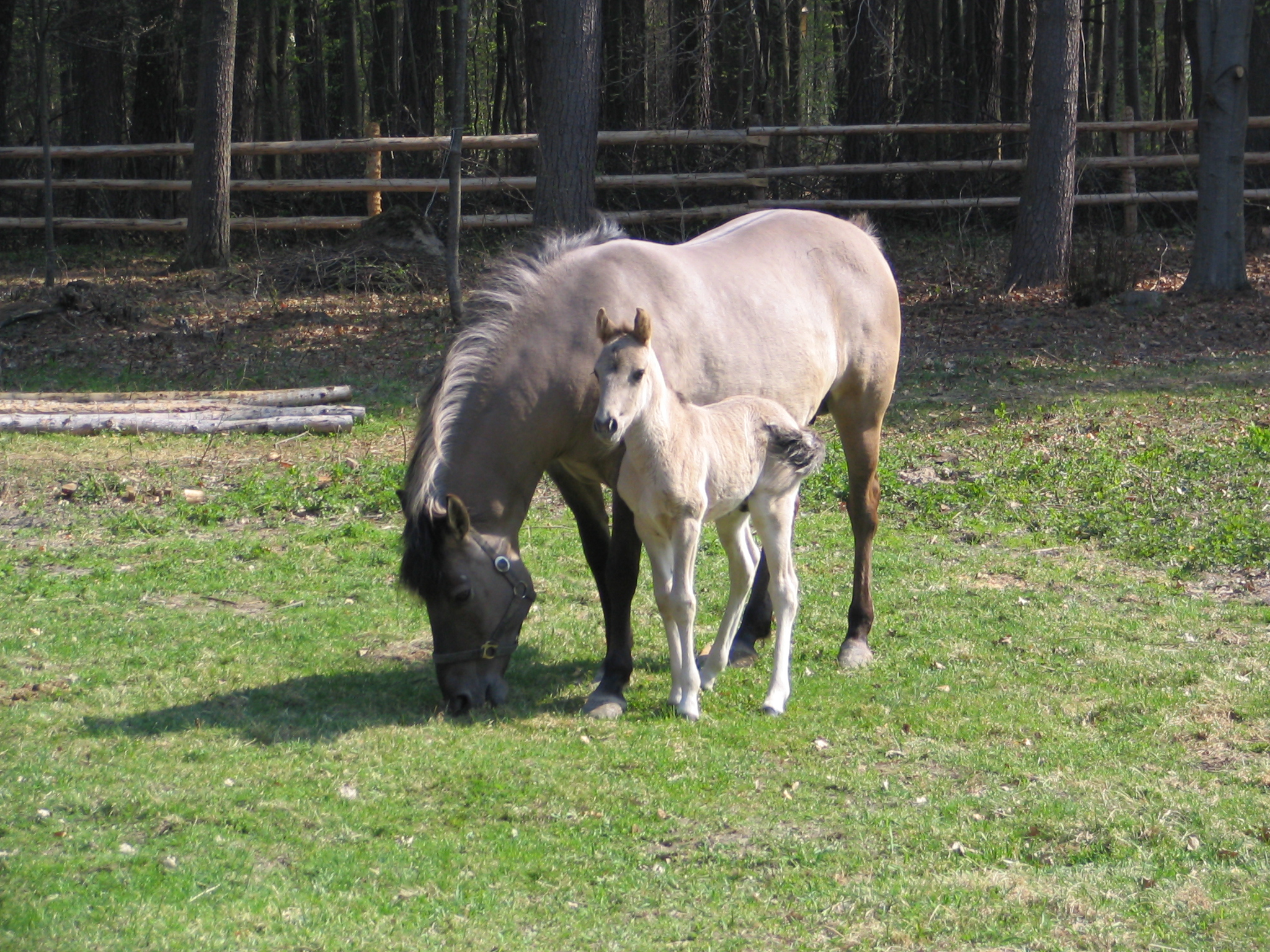
Pony polacchi nel parco nazionale di Roztocze (Polonia)
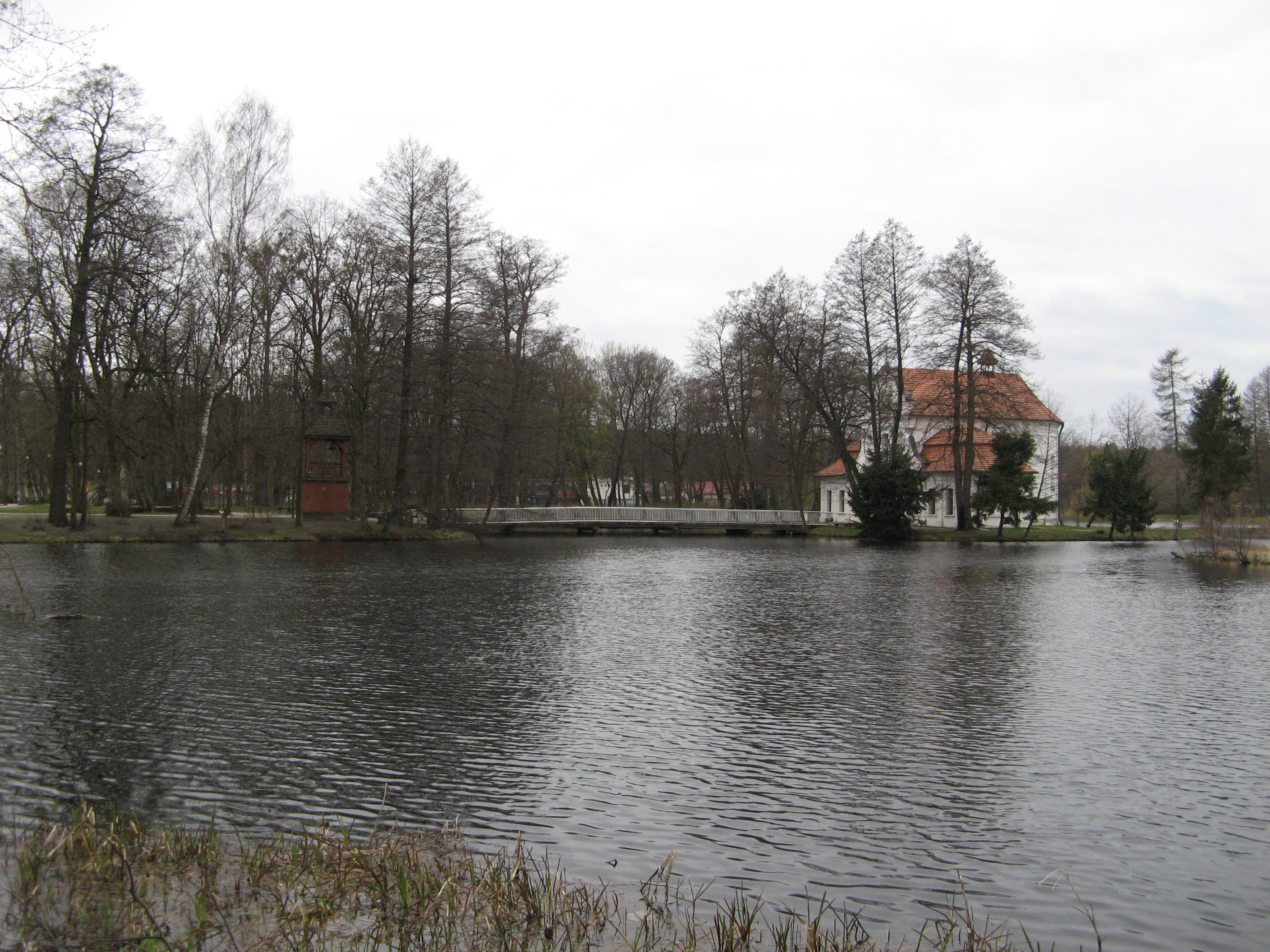
Chiesa su un'isola in uno stagno a Zwierzyniec
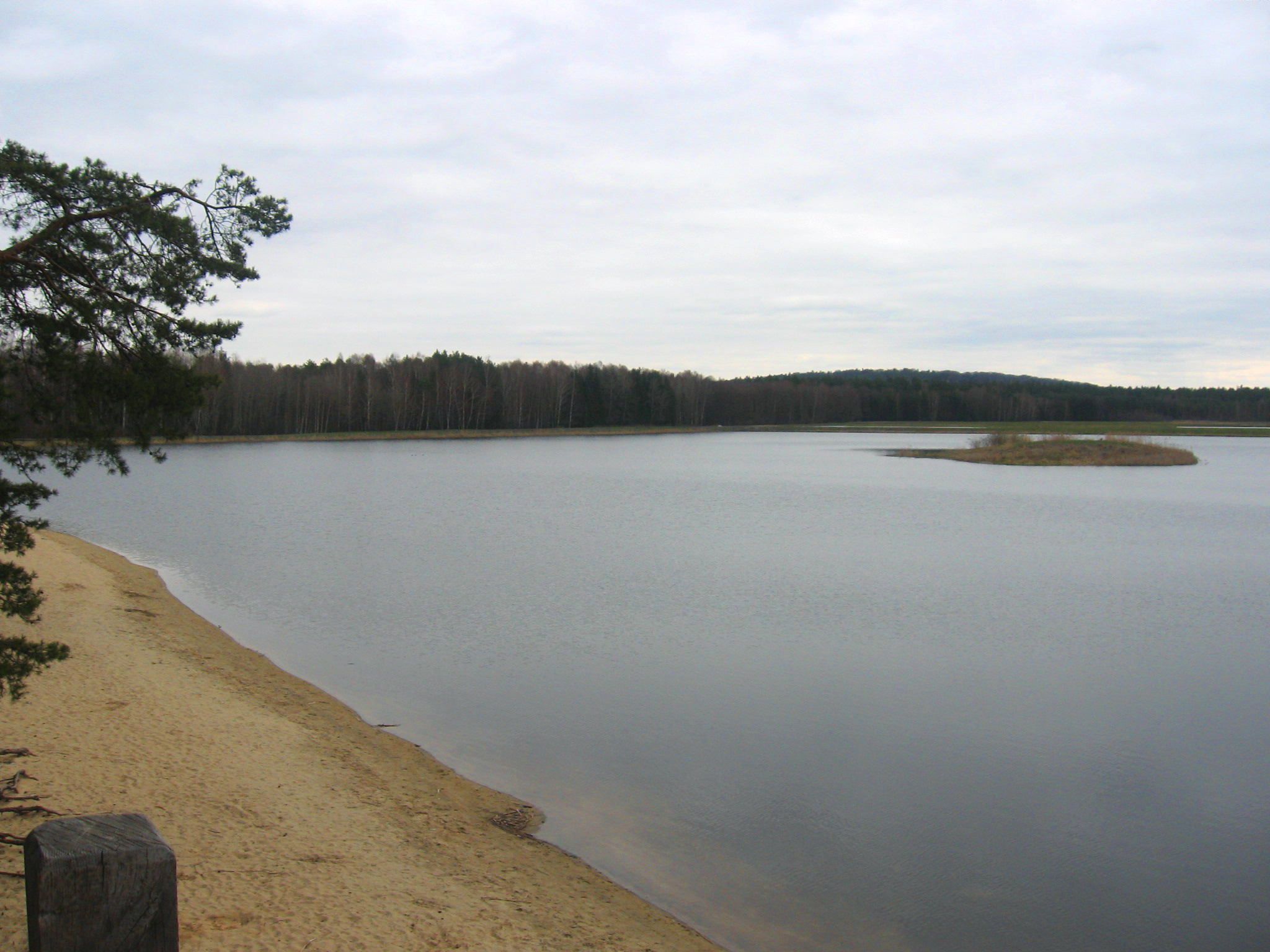
L'Echo, lago artificiale di Zwierzyniec (Polonia)
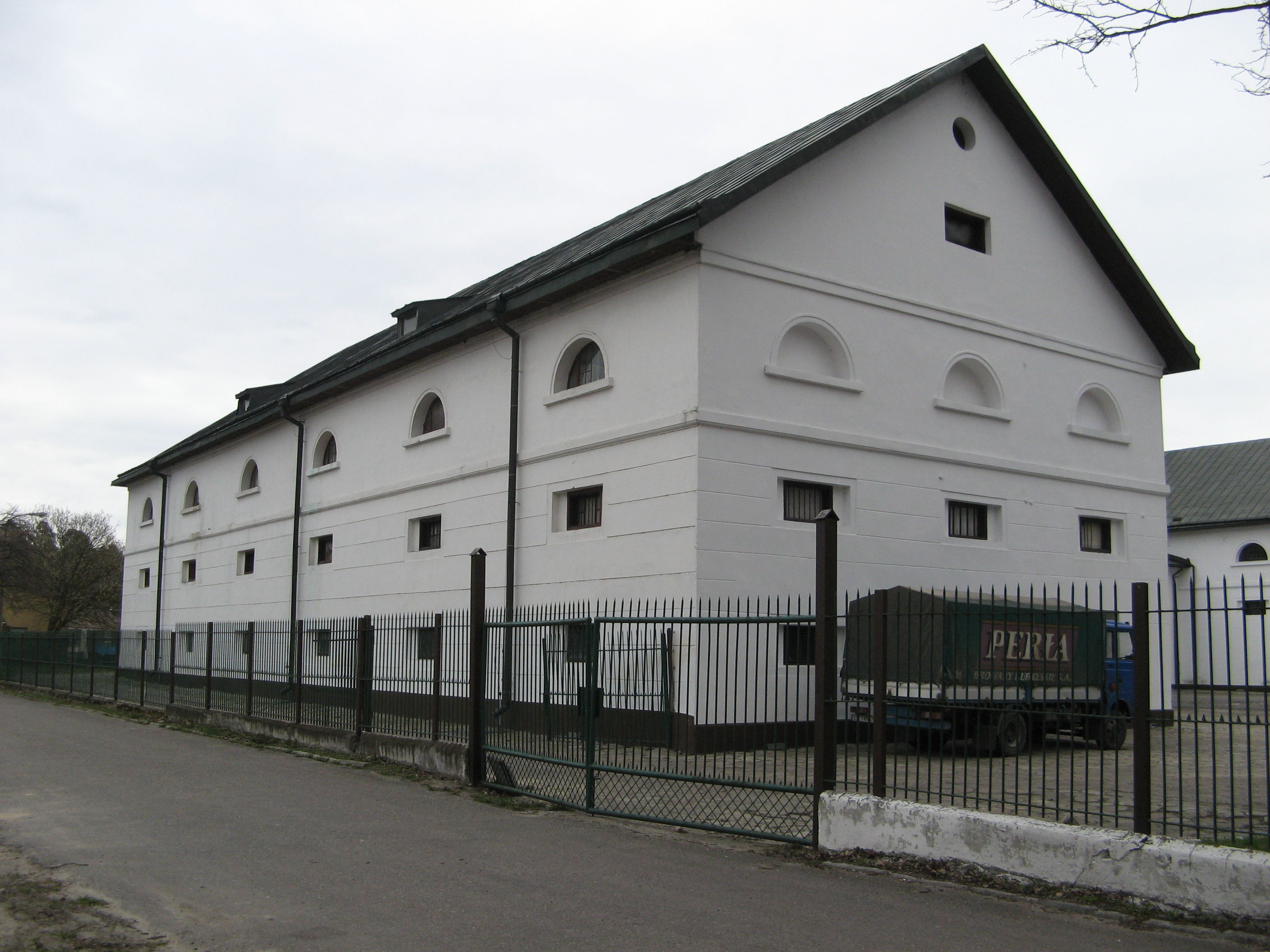
Il birrificio di Zwierzyniec (Polonia)
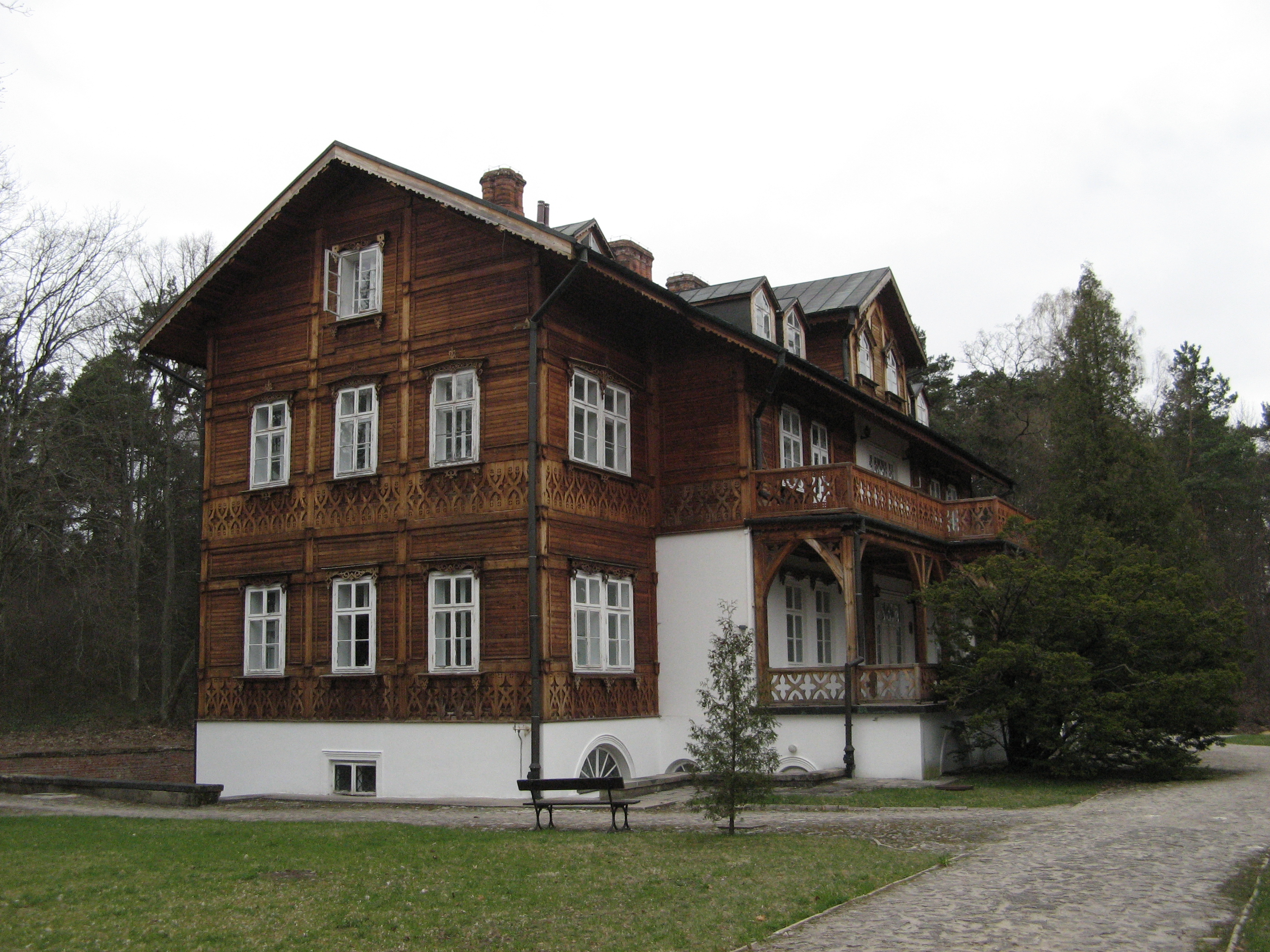
La sede del parco nazionale di Roztocze a Zwierzyniec (Polonia)
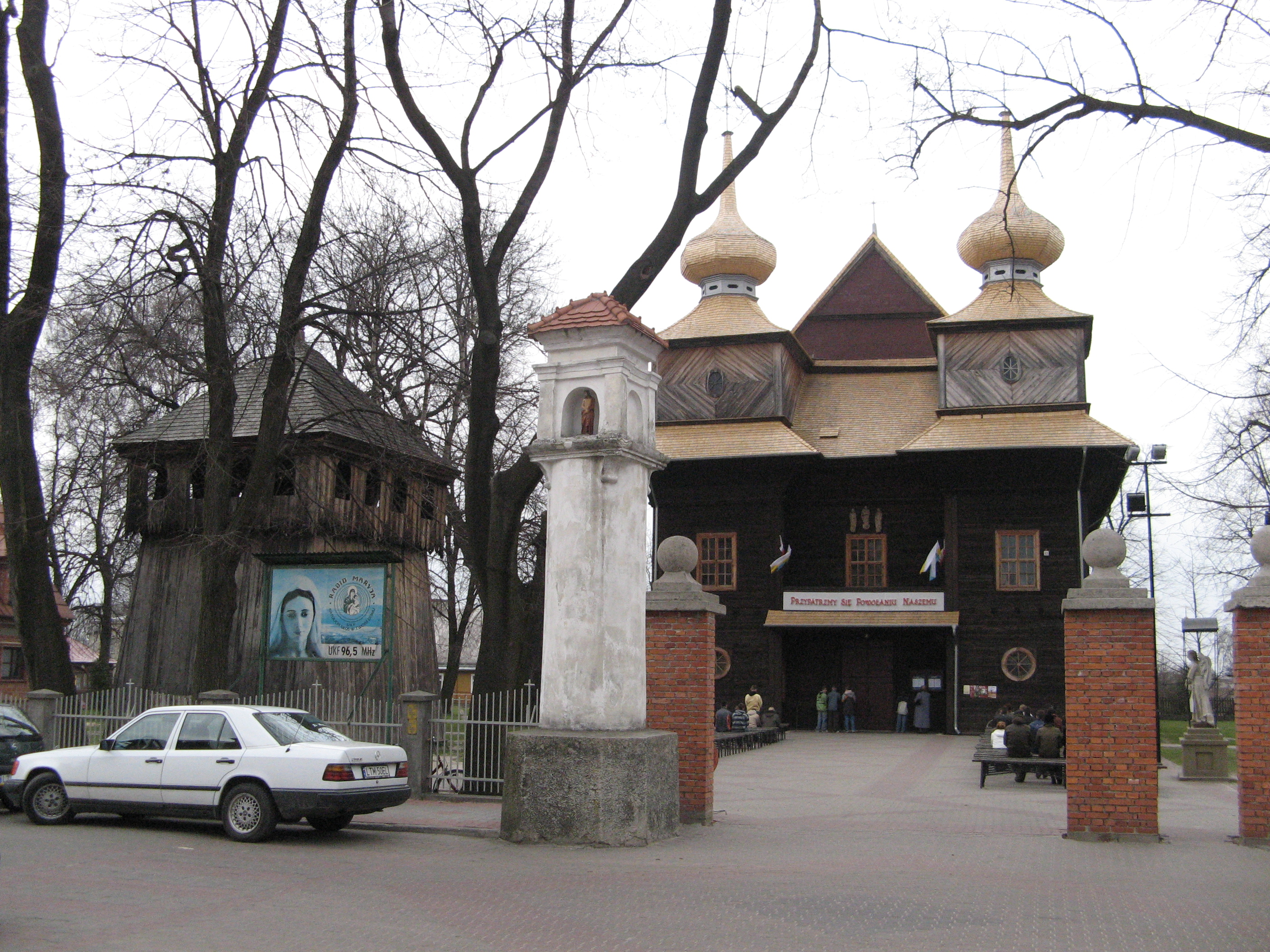
Chiesa ortodossa a Tomaszów Lubelski (Polonia), oggi divenuta chiesa cattolica
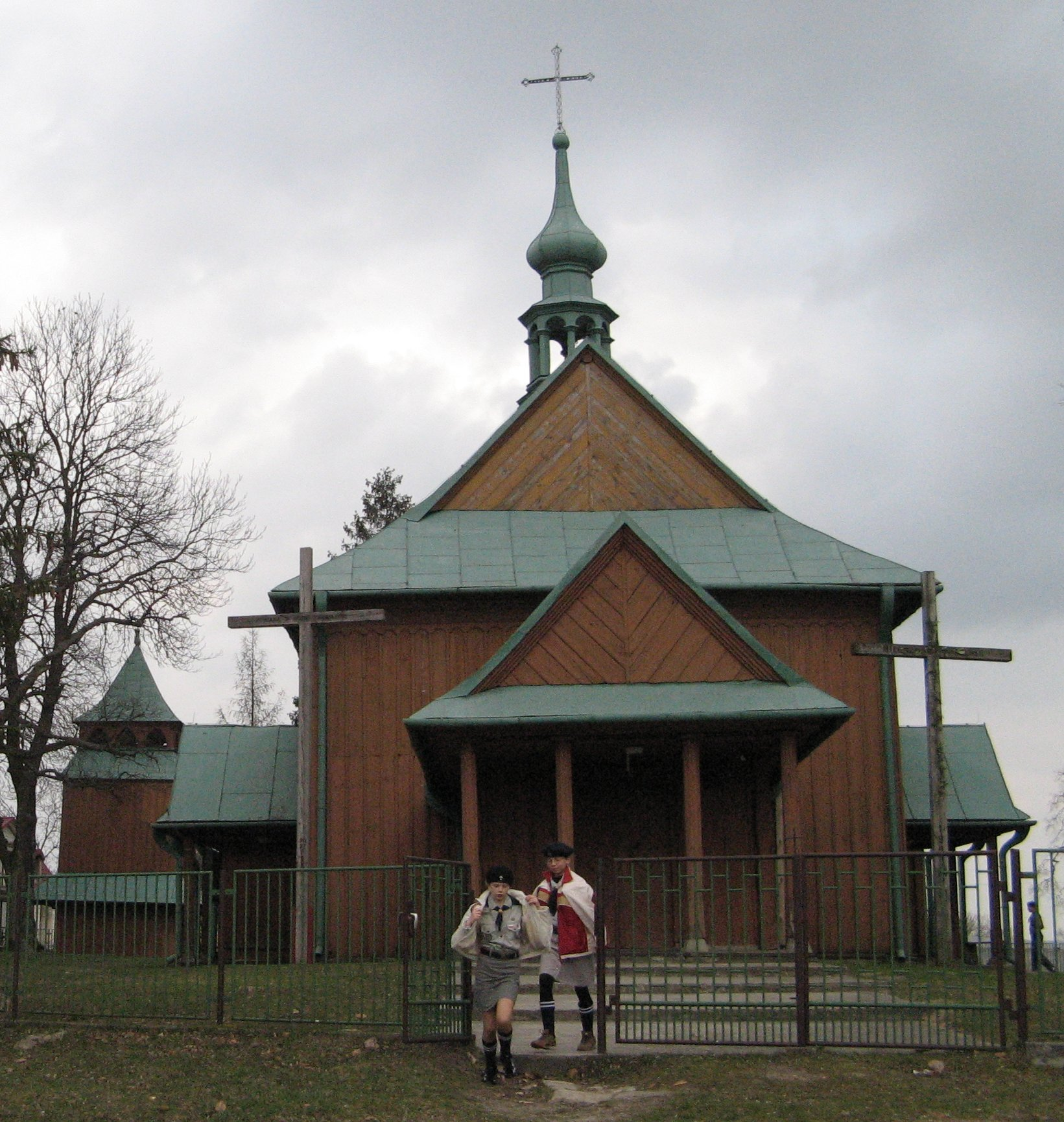
Chiesa cattolica a Łosiniec (Polonia)
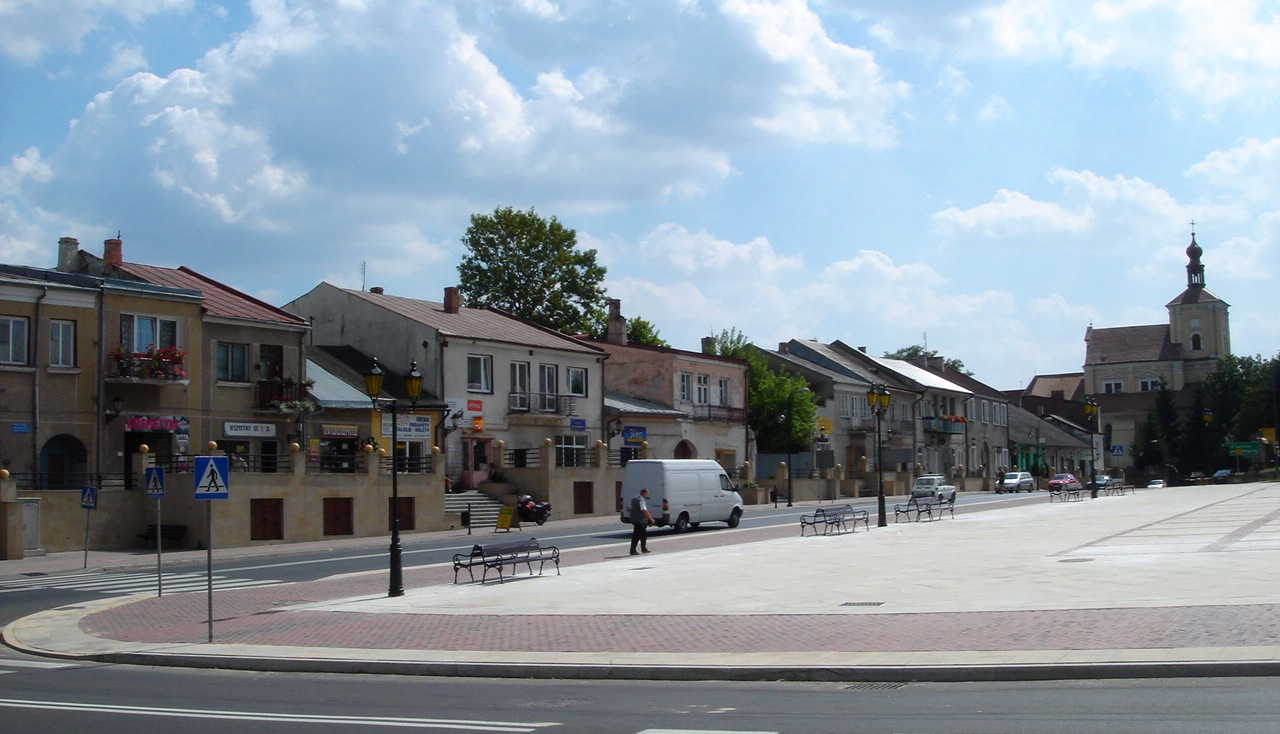
Piazza Kościuszko a Szczebrzeszyn (Polonia)
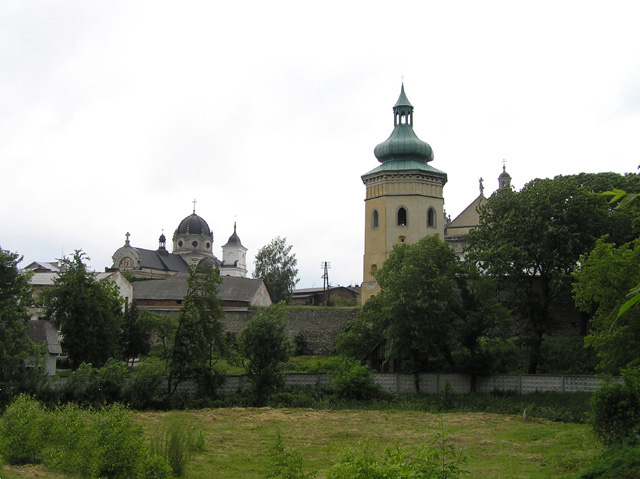
Veduta di Žovkva (Ucraina)